# マルクス・トゥリウス・ティロ
マルクス・トゥリウス・ティロ（ラテン語: Marcus Tullius Tiro、生年不詳 - 紀元前4年）は、最初はキケロの奴隷であり、後に解放奴隷となった人物である。キケロの手紙の中で頻繁に言及されており、キケロの死後、キケロの著作を集めて出版した。彼は自身でもかなりの量の著作を行い、また速記の発明者でもあると考えられている。

## 生涯
ティロの生年は定かではない。ヒエロニムスによれば、ティロはキケロより多少若いとの事から生年を紀元前103年であるとしている。しかし、それよりもかなり後の生まれであるとも考えられている。というのもキケロが紀元前50年の手紙で彼を『若者』と書いているからである。
ティロはアルピヌムにあるキケロの使用人一家の家で生まれ、その後家族でローマに移ってきたと考えられている。しかし、彼が家内出生奴隷（Verna）であったかについては定かではない。キケロは手紙の中で頻繁にティロについて言及している。ティロは庭園や財務の管理だけでなく、キケロの口述筆記や文書の清書、文書の管理などを仕事としていた。
キケロは手紙の中で、ティロがいかに有能であり、自身の仕事と研究に役立っているかを言及している。
ティロは紀元前53年に解放され、キケロのキリキア総督の就任に同行した。しかし健康の問題でキケロの元を離れることも多かったとキケロの手紙に書かれている。
キケロの死後、ティロはポッツオーリに居を構え、ヒエロニムスによれば紀元前4年に99歳で没したとされている。

## 著作
ティロはキケロの死後、その著作の収集と出版を行ったと考えられている。また過去の著述家がティロの著作について言及している等の事もあり、ティロ自身も著作家として優れた才能を持っていたと考えられている（ただしティロの著作は残っていない）。
ティロは「ティロの速記」として知られる速記法の発明者とされ、この速記法は中世の修道士に使われた。ティロ自身を指しているという証拠はないが、プルタルコスによればローマ人で最初の口述筆記を行ったのはキケロの秘書であるとしている。